# Mercal·lita
La mercal·lita és un mineral de la classe dels sulfats. Rep el seu nom de Giuseppe Mercalli (1850-1914), ex-director de l'Observatori del Vesubi.

## Característiques
La mercal·lita és un sulfat de fórmula química KHSO₄. Cristal·litza en el sistema ortoròmbic. Es troba en forma de cristalls tabulars, d'uns pocs mil·límetres, agregats en estalactites.
Segons la classificació de Nickel-Strunz, la mercal·lita pertany a «07.AD - Sulfats (selenats, etc.) sense anions addicionals, sense H₂O, amb cations grans només» juntament amb els següents minerals: arcanita, mascagnita, misenita, letovicita, glauberita, anhidrita, anglesita, barita, celestina, olsacherita, kalistroncita i palmierita.

## Formació i jaciments
Es troba en fumaroles volcàniques actives, on sol trobar-se associada a altres minerals com la misenita, la hieratita i la carobbiïta. Va ser descoberta l'any 1935 al mont Vesuvi, a la província de Nàpols (Campània, Itàlia), l'únic indret on ha estat trobada.